# Plaza de las Tres Culturas
La plaza de las Tres Culturas es una plaza ubicada en el Conjunto Urbano Nonoalco Tlatelolco al norte del centro histórico de la Ciudad de México, en la alcaldía Cuauhtémoc.
Su nombre proviene del hecho de que los conjuntos arquitectónicos ubicados en su alrededor provienen de tres etapas históricas diferentes:
- Cultura de Mesoamérica, en concreto la zona arqueológica de Tlatelolco, restos materiales del altépetl de México-Tlatelolco. En esta época y en este lugar, existió un mercado famoso que abasteció de todo tipo de mercancías provenientes de la Mesoamérica a los habitantes del Valle de México.
- Cultura española, desde la Conquista de México hasta su independencia, representada por un convento y el templo católico de Santiago, del periodo colonial. En la zona se fundó el colegio de Santa Cruz de Tlatelolco, a cargo de los evangelizadores españoles Bernardino de Sahagún y Juan de Zumárraga. Los conquistadores tenían la costumbre de construir sus templos cristianos exactamente sobre los templos prehispánicos ya que, además, así aprovechaban las piedras para la construcción y por otro lado se producía una sacralización del espacio (lo sagrado encima de lo sagrado) y para extender su poder sobre una cultura considerada inferior.
- Cultura del México moderno, representada por la Torre de Tlatelolco, sede hasta 2005 de la Secretaría de Relaciones Exteriores y sede del centro cultural universitario y Memorial del 68 de la UNAM, así como los edificios habitacionales del Conjunto Urbano Nonoalco Tlatelolco. Varias de estas edificaciones son la obra del destacado arquitecto Mario Pani Darqui.

## Historia
La plaza fue inaugurada el 21 de noviembre de 1964, por el presidente Adolfo López Mateos, como elemento central del nuevo conjunto habitacional.
Ahí se firmó en 1967 el Tratado de Tlatelolco dando origen a América Latina como zona libre de armas nucleares. El tratado fue obra principalmente del diplomático mexicano Alfonso García Robles, quien debido a ello sería galardonado con el Premio Nobel de la Paz en 1982.
En este sitio se vivió la matanza de Tlatelolco, el 2 de octubre de 1968, hecho ocurrido en el contexto del movimiento de 1968 en México y en la que perdieron la vida decenas de personas, principalmente estudiantes, a manos del ejército y la policía por órdenes del presidente Gustavo Díaz Ordaz y su secretario de Gobernación, Luis Echeverría Álvarez. Las cifras oficiales del Gobierno en turno señalaban 40 muertos, mientras algunos periodistas, escritores y testigos presenciales estiman que la cifra pudo haber sobrepasado las 200 víctimas. Varios escritores mexicanos plasmaron los hechos, siempre negados oficialmente, en varias obras hoy clásicas, entre ellos Carlos Monsiváis, Elena Poniatowska y el Premio Nobel de Literatura Octavio Paz. También quedaron plasmados en las letras del cantautor José de Molina, del trovador Fernando Delgadillo con la canción "No se olvida" y en obras cinematográficas como Rojo Amanecer.
Varias de las edificaciones fueron seriamente dañadas en el Terremoto de México de 1985, principalmente el edificio Nuevo León, cercano a la plaza.

### Descripción
La plaza está limitada al norte por los edificios 16 de septiembre y 2 de abril y por las instalaciones del Instituto Mexicano del Seguro Social (IMSS), de las cuales queda desde 2013 solamente el teatro Isabela Corona. En ese espacio existió desde 1964 la Vocacional número 7 del Instituto Politécnico Nacional. Luego de la matanza del 2 de octubre de 1968 siendo presidente Luis Echeverría este decidió en 1970 donar el edificio para la instalación del hospital general de zona número 27 del IMSS. En 1981, en una ampliación de sus instalaciones, en sus inmediaciones fueron hallados restos humanos, los cuales, activistas del movimiento de 1968, señalaron posteriormente podrían corresponder a sus compañeros. El hospital resultó dañado luego de los sismos de 1985. El edificio fue desocupado en 2006 y demolido en 2013.
Al poniente la plaza se limita por la zona arqueológica, al sur por la parroquia de Santiago a través de una serie de andadores. Al oriente la plaza queda circundada por el edificio Chihuahua.

## Monumentos conmemorativos

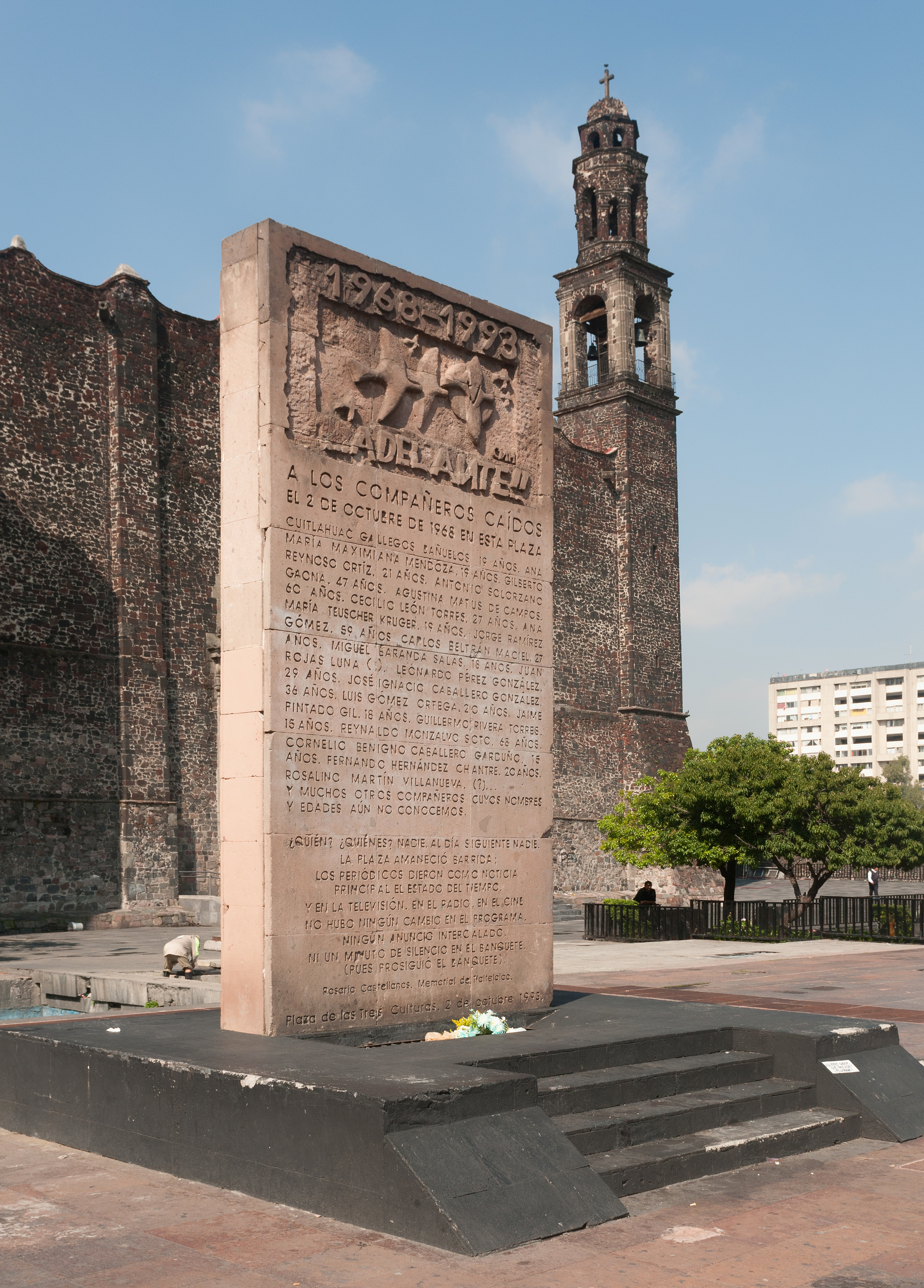
Monumento a las víctimas de la Matanza de Tlatelolco del 2 de octubre de 1968.

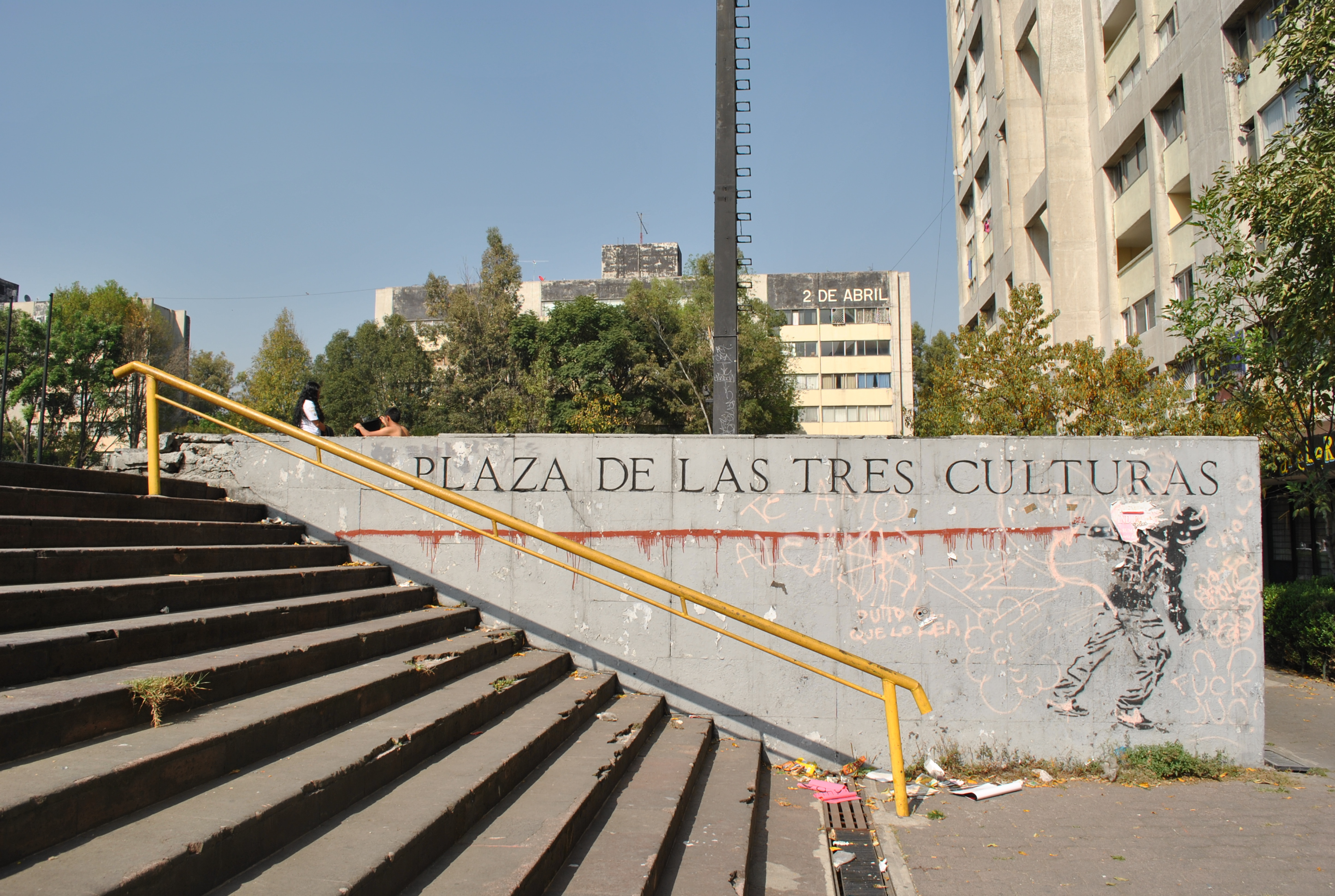
Asta bandera de la plaza intervenida con vandalismo.

En la plaza hay dos monumentos conmemorativos, estos en recuerdo de las matanzas que tuvieron como escenario este lugar, las cuales son:
- En la zona arqueológica de Tlatelolco, frente a la iglesia de Santiago, hay una placa en recuerdo de la matanza sucedida en el recinto el 13 de agosto de 1521 que reza de la siguiente manera:

EL 13 DE AGOSTO DE 1521

HEROICAMENTE DEFENDIDO POR CUAUHTEMOC

CAYÓ TLATELOLCO EN PODER DE HERNÁN CORTES

NO FUE TRIUNFO NI DERROTA

FUE EL DOLOROSO NACIMIENTO DEL PUEBLO MESTIZO

QUE ES EL MÉXICO DE HOY

- En la explanada de la plaza, se encuentra un monumento en memoria de los fallecidos de la Matanza de Tlatelolco del 2 de octubre de 1968, inaugurado el 2 de octubre de 1993 en conmemoración del 25 aniversario de la masacre. En la parte superior hay un bajorrelieve con las fechas de la masacre y de inauguración del monumento ("1968-1993"), una imagen que muestra un grupo de palomas y debajo de ésta la inscripción "...ADELANTE!!". Debajo del bajorrelieve aparece la siguiente inscripción:

A LOS COMPAÑEROS CAÍDOS EL 2 DE OCTUBRE DE 1968 EN ESTA PLAZA

Aquí se empieza a nombrar a todas las víctimas identificadas, mientras que las no identificadas se mencionan de la siguiente manera:

...Y MUCHOS OTROS COMPAÑEROS CUYOS NOMBRES Y EDADES AÚN NO CONOCEMOS.

Al final de la lista, un fragmento del poema Memorial de Tlatelolco, de Rosario Castellanos:

¿QUIÉN? ¿QUIÉNES? NADIE. AL DÍA SIGUIENTE NADIE.

LA PLAZA AMANECIÓ BARRIDA;

LOS PERIÓDICOS DIERON COMO NOTICIA 

PRINCIPAL EL ESTADO DEL TIEMPO

Y EN LA TELEVISIÓN, EN EL RADIO, EN EL CINE

NO HUBO NINGÚN CAMBIO EN EL PROGRAMA.

NINGÚN ANUNCIO INTERCALADO

NI UN MINUTO DE SILENCIO EN EL BANQUETE

(PUES PROSIGUIÓ EL BANQUETE)

Rosario Castellanos,  Memorial de Tlatelolco.

Plaza de las Tres Culturas, 2 de octubre 1993.

## Galería de imágenes

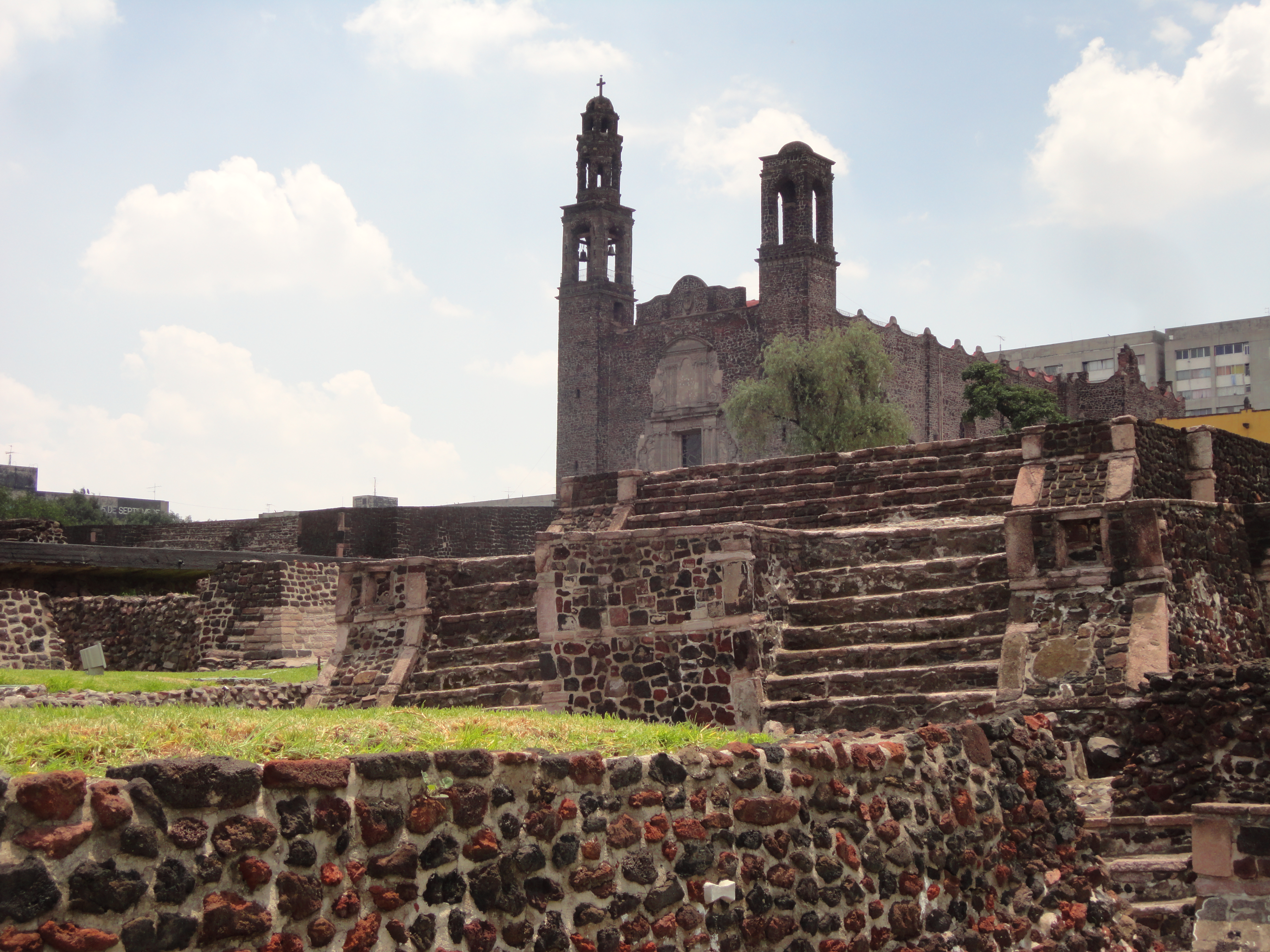
Templo de Santiago y basamentos piramidales
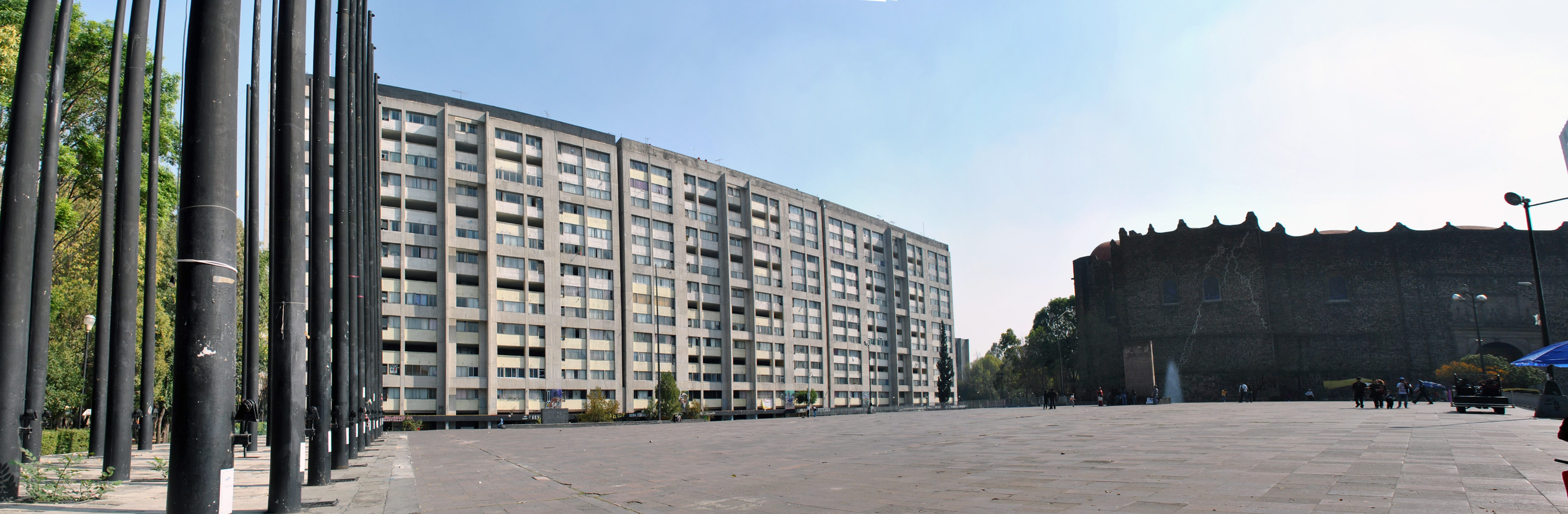
Panorámica de la Plaza
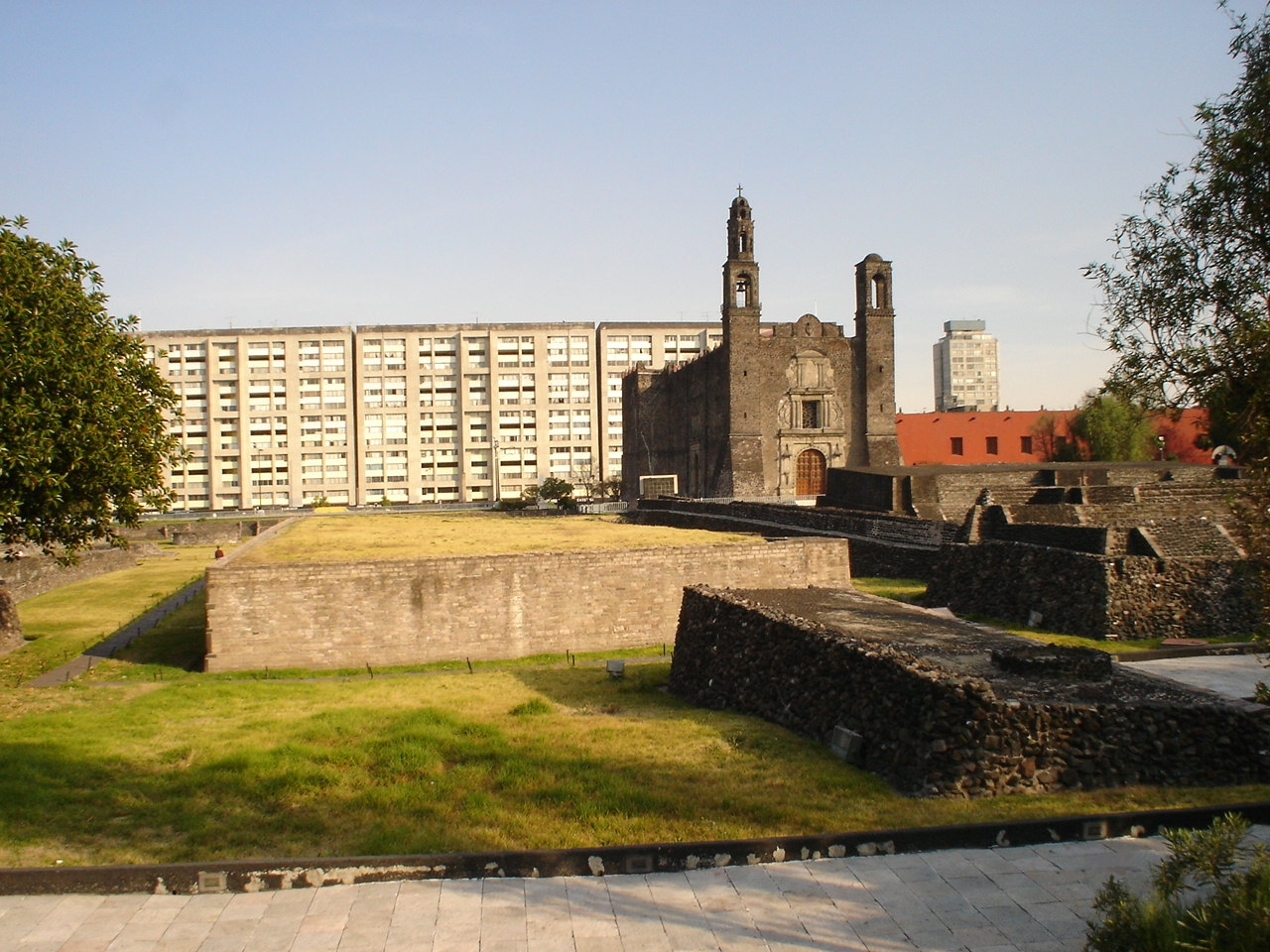
Vista Plaza de las Tres Culturas
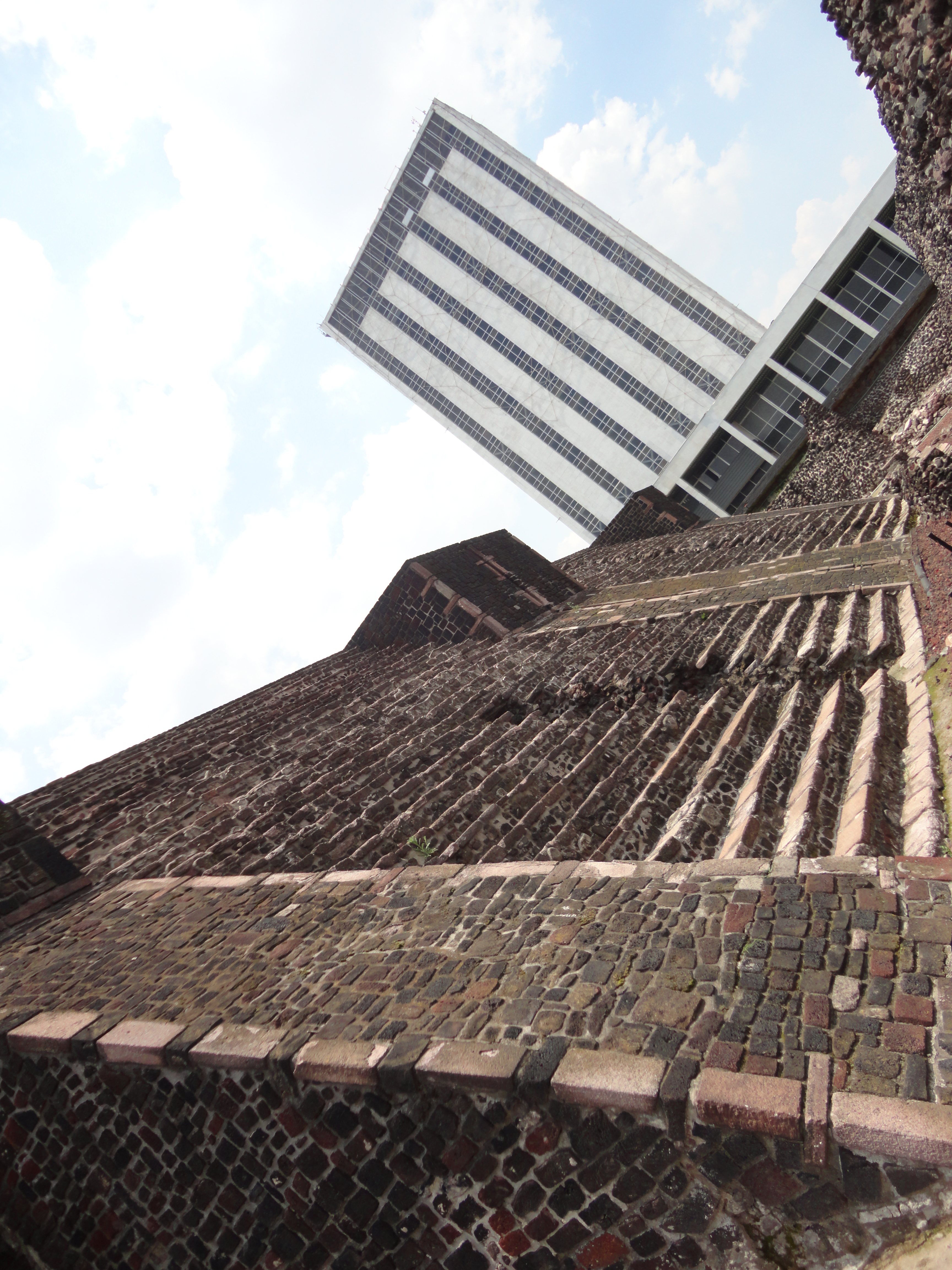
Ruinas de Tlatelolco y Torre de Tlatelolco